# Märyon
Maryon Gargiulo (La Seyne - sur-Mer, França, 7 de abril de 1987) é uma cantora francesa, nasceu em 1987, em La Seyne-sur-Mer, na França.
Em 2004, após 25 anos de abestenção, o Mónaco volta a concorrer no Festival Eurovisão da Canção e é Märyon a sua representante com a canção "Notre Planète".
| Precedido por Laurent Vaguener | Mónaco no Festival Eurovisão da Canção 2004 | Sucedido por Lise Darly |